# Grand Prix van Salon 1947
De Grand Prix van Salon 1947 was een autorace die werd gehouden op 16 november 1947 op het Autodrome de Linas-Montlhéry in Bruyères-le-Châtel.

## Uitslag
| Positie | No. | Rijder                | Team        | Ronden | Tijd/Opgave |
| ------- | --- | --------------------- | ----------- | ------ | ----------- |
| 1       | 8   | Yves Giraud-Cabantous | Talbot-Lago | 48     | 2:06:28.2   |
| 2       | 2   | Eugène Chaboud        | Talbot-Lago | 45     | +3 ronden   |
| 3       | 12  | Charles Pozzi         | Delahaye    | 45     | +3 ronden   |
| 4       | 16  | Alexandre Constantin  | Delage      | 45     | +3 ronden   |
| 5       | 6   | Henri Louveau         | Maserati    | 45     | +3 ronden   |
| 6       | 4   | Louis Rosier          | Talbot-Lago | 43     | +5 ronden   |
| 7       | 42  | Robert                | Cisitalia   | 43     | +5 ronden   |
| 8       | 54  | René Bonnet           | DB          | 40     | +8 ronden   |
| 9       | 14  | Pierre Meyrat         | Delahaye    | 32     | +16 ronden  |
| DNF     | 40  | Roger Loyer           | Cisitalia   | 24     | Achteras    |
| DNF     | 10  | Louis Chiron          | Talbot-Lago | 18     | Transmissie |
| DNF     | 22  | Raymond Sommer        | Maserati    | 17     | Motor       |
| DNF     | 44  | André Boyer           | Cisitalia   | 3      | Ongeluk     |

Rijders waarvan de positie is aangegeven met DNF hebben niet de finish bereikt.